# Білоцерківський замок
Білоц́ерківський за́мок (інша назва — Білоцерківська фортеця) — оборонна споруда у місті Біла Церква зведена близько 1552 року. Зруйнована за наказом імператриці Катерини II.
Фортеця стала одним із опорних пунктів національно-визвольної боротьби українського народу. Вона використовувалась посталими загонами Криштофа Косинського, Семерія Наливайка, Семена Палія.

## Розташування і план замку

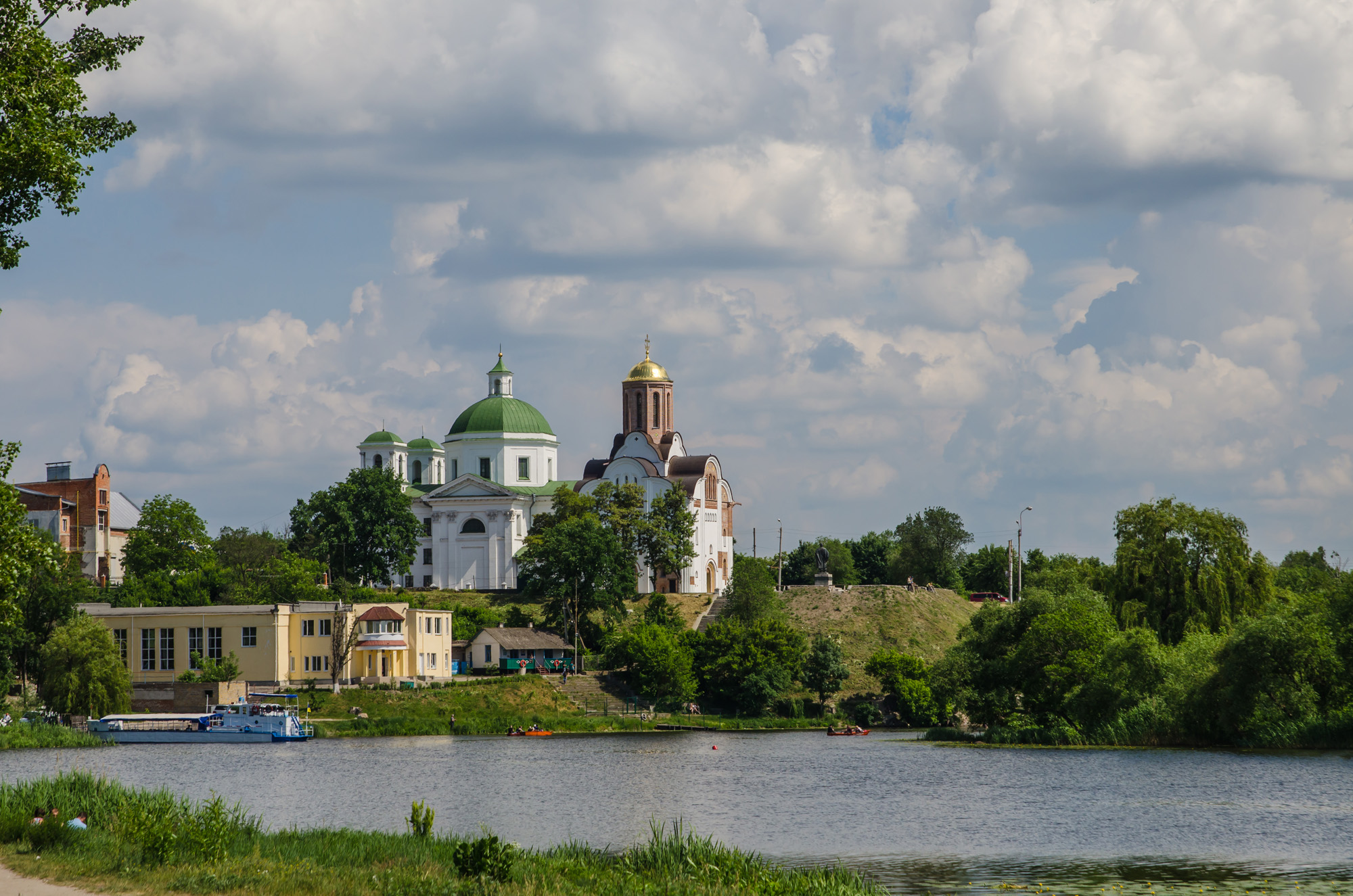
Замкова гора, Біла Церква

В другій половині XVII та протягом XVIII ст. Білоцерківська фортеця складалася з двох частин — верхнього та нижнього замків. Нижній замок розташовувався на місці сучасних Замкових провулків. Передбачалося, що білоцерківці могли завезти на велике подвір'я нижнього замку вози з найціннішими речами. Нижній (як і верхній) замок було оточено ровом, але через своє положення він був найбільш вразливою частиною укріплень.
Верхній замок розташовувався на місці сучасної Замкової гори і мав чотири бастіони з власними назвами. Наприклад, бастіон, на місці якого зараз стоїть Білоцерківський краєзнавчий музей, називався Комендантським. Поруч з ним розташовувалася єзуїтська каплиця (зараз це місце відмічено хрестом). На верхньому замку та під ним розташовувалися споруди військового і господарчого призначення. Між обома частинами фортеці існував рів, через який вів підйомний міст.

## Історія

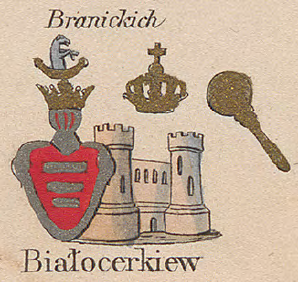
Білоцерківський замок на мапі Зигмунда Герстмана

Білоцерківський замок та фортеця через своє стратегічне розташування на великих транзитних шляхах були епіцентром всіх збройних конфліктів, які відбувалися в нашому краї в ті часи. Ця твердиня бачила кінноту Кримського ханату, війська Речі Посполитої, найманців з половини Європи, московських воєвод зі стрільцями та калмицькою кіннотою, козацькі війська Криштофа Косинського, Семерія Наливайка, Петра Сагайдачного, Богдана Хмельницького та всіх наступників останнього до Пилипа Орлика включно. Гайдамаки мріяли про здобуття цієї фортеці, стоячи на Заріччі. Найбільші битви за Білоцерківський замок та фортецю відбулися під проводом Семерія Наливайка, Богдана Хмельницького, Івана Брюховецького, Петра Дорошенка, Семена Палія та Пилипа Орлика. Останню облогу Білоцерківської фортеці провів та прийняв її капітуляцію Александр Суворов у 1794 р. під час повстання Тадеуша Косцюшка